# Pallanuoto ai campionati mondiali di nuoto 2011
Le competizioni di pallanuoto all'interno del programma dei campionati mondiali di nuoto 2011 si sono svolte tra il 17 ed il 30 luglio nella piscina Natatorium dello Shanghai Oriental Sports Center.
Hanno partecipato al torneo 16 formazioni maschili e 16 femminili. L'Italia ha conquistato il suo terzo titolo mondiale in ambito maschile, il quinto in assoluto della pallanuoto, mentre la Grecia ha vinto il torneo femminile, suo primo titolo iridato.

## Calendario
| ● | Competizioni | ● | Finali |

| Luglio |    |    |    |    |    |    |    |    |    |    |    |    |    |    |    |
| 16     | 17 | 18 | 19 | 20 | 21 | 22 | 23 | 24 | 25 | 26 | 27 | 28 | 29 | 30 | 31 |
|        | ●  | ●  | ●  | ●  | ●  | ●  | ●  | ●  | ●  | ●  | ●  | ●  | ●  | ●  |    |

## Torneo maschile

### Squadre partecipanti
| Area                      | Evento                    | Posti | Date                          | Sede     | Qualificate                       |
| ------------------------- | ------------------------- | ----- | ----------------------------- | -------- | --------------------------------- |
| Coppa del Mondo FINA 2010 | Coppa del Mondo FINA 2010 | 4     | 27 luglio - 1º agosto 2010    | Oradea   | Serbia Croazia Spagna Stati Uniti |
| FINA World League 2010    | FINA World League 2010    | 2     | 13 - 18 luglio 2010           | Niš      | Montenegro Romania                |
| Paese ospitante           | -                         | 1     | -                             | -        | Cina                              |
| Europa                    | Europei 2010              | 3     | 29 agosto - 11 settembre 2010 | Zagabria | Italia Ungheria Germania          |
| Americhe                  | UANA Cup 2011             | 2     | 9 - 13 gennaio 2011           | Victoria | Canada Brasile                    |
| Asia                      | Giochi asiatici 2010      | 2     | 15 - 25 novembre 2010         | Canton   | Kazakistan Giappone               |
| Africa                    | ?                         | 1     |                               |          | Sudafrica                         |
| Oceania                   | ?                         | 1     |                               |          | Australia                         |

### Podio
| Evento                         | Oro | Argento | Bronzo |
| Pallanuoto maschile (dettagli) | Italia Stefano Tempesti Amaurys Pérez Niccolò Gitto Pietro Figlioli Alex Giorgetti Maurizio Felugo Niccolò Figari Valentino Gallo Christian Presciutti Deni Fiorentini Matteo Aicardi Arnaldo Deserti Giacomo Pastorino | Serbia Slobodan Soro Marko Avramović Zivko Gočić Vanja Udovičić Marko Čuk Duško Pijetlović Slobodan Nikić Milan Aleksić Nikola Rađen Filip Filipović Andrija Prlainović Stefan Mitrović Gojko Pijetlović | Croazia Josip Pavić Damir Burić Miho Bošković Nikša Dobud Maro Joković Petar Muslim Frano Karač Andro Bušlje Sandro Sukno Samir Barač Fran Paškvalin Paulo Obradović Ivan Buljubašić |

## Torneo femminile

### Squadre partecipanti
| Area                      | Evento                    | Posti | Date                          | Sede         | Qualificate                       |
| ------------------------- | ------------------------- | ----- | ----------------------------- | ------------ | --------------------------------- |
| Coppa del Mondo FINA 2010 | Coppa del Mondo FINA 2010 | 4     | 17 - 22 agosto 2010           | Christchurch | Stati Uniti Australia Cina Russia |
| FINA World League 2010    | FINA World League 2010    | 2     | 28 giugno - 3 luglio 2010     | La Jolla     | Canada Ungheria                   |
| Paese ospitante           | -                         | 1     | -                             | -            | Grecia                            |
| Europa                    | Europei 2010              | 3     | 31 agosto - 10 settembre 2010 | Zagabria     | Paesi Bassi Italia Spagna         |
| Americhe                  | UANA Cup 2011             | 2     | 21 - 27 febbraio 2011         | San Paolo    | Cuba Brasile                      |
| Asia                      | Giochi asiatici 2010      | 2     | 15 - 25 novembre 2010         | Canton       | Kazakistan Uzbekistan             |
| Africa                    | ?                         | 1     |                               |              | Sudafrica                         |
| Oceania                   | ?                         | 1     |                               |              | Nuova Zelanda                     |

### Podio
| Evento                          | Oro | Argento | Bronzo |
| Pallanuoto femminile (dettagli) | Grecia Eleni Kouvdou Christina Tsoukala Antiopī Melidōnī Ilektra Maria Psouni Kyriakī Liosī Alkisti Avramidou Alexandra Asimaki Antigoni Roumpesi Angeliki Gerolymou Triantafylla Manoliiudaki Stavroula Antonakou Georgia Lara Eleni Goula | Cina Yang Jun Teng Fei Liu Ping Sun Yujun He Jin Sun Yating Song Donglun Chen Yuan Wang Yi Ma Huanhuan Sun Huizi Zhang Lei Wang Ying | Russia Maria Kovtunovskaya Nadezhda Fedotova Ekaterina Prokof'eva Sof'ja Konuch Alexandra Antonova Natalia Ryzhova-Alenicheva Ekaterina Lisunova Evgenija Soboleva Ekaterina Tankeeva Olga Belyaeva Evgenija Ivanova Yulia Gaufler Anna Karnauch |

## Medagliere
| Posizione | Paese   | Oro | Argento | Bronzo | Totale |
| --------- | ------- | --- | ------- | ------ | ------ |
| 1         | Grecia  | 1   | 0       | 0      | 1      |
| 1         | Italia  | 1   | 0       | 0      | 1      |
| 3         | Cina    | 0   | 1       | 0      | 1      |
| 3         | Serbia  | 0   | 1       | 0      | 1      |
| 5         | Croazia | 0   | 0       | 1      | 1      |
| 5         | Russia  | 0   | 0       | 1      | 1      |
| Totale    | Totale  | 2   | 2       | 2      | 6      |